# Instytut Psychologii Uniwersytetu Wrocławskiego
Instytut Psychologii Uniwersytetu Wrocławskiego – jednostka dydaktyczno-naukowa należąca do struktur Wydziału Nauk Historycznych i Pedagogicznych Uniwersytetu Wrocławskiego.

## Historia
Historia Instytutu Psychologii sięga 1946 roku, kiedy to na Wydziale Humanistycznym Uniwersytetu Wrocławskiego powołano do życia Katedrę Psychologii. W 1951 roku dokonano podziału Wydziału Humanistycznego na Wydział Filozoficzno-Historyczny oraz Wydział Filologiczny. Tym samym Katedra Psychologii została podporządkowana Wydziałowi Filozoficzno-Historycznemu. 1 września 1972 roku Katedra ta została przekształcona w Instytut Psychologii, który stał się jednostką organizacyjną Wydziału Filozoficzno-Historycznego, a następnie od 1988 roku Wydziału Nauk Historycznych i Pedagogicznych.
Instytut powstał 4 stycznia 1972 roku na podstawie ministerialnej decyzji przekształcającej Katedrę Psychologii w instytut. Pracownicy naukowi instytutu zajmowali często najważniejsze stanowiska w hierarchii uniwersyteckiej – dziekanów i prodziekanów na swoich wydziałach. Instytut początkowo afiliowany był przy Wydziale Filozoficzno-Historycznym, od reorganizacji struktur uniwersyteckich w 1988 roku przy Wydziale Nauk Historycznych i Pedagogicznych.

## Program dydaktyczny
Posiada uprawnienia do nadawania stopni naukowych doktora i doktora habilitowanego oraz wnioskowania o nadanie tytułu naukowego profesora. Prowadzi działalność dydaktyczną i badawczą związaną ze strukturą, determinantami i funkcjami regulacyjnymi umysłu, kształtowaniem psychicznej autonomii jednostki, przeżywaniem zdarzeń własnego życia w kontekście systemu osobistych znaczeń, funkcjonowaniem dzieci i młodzieży z punktu widzenia otwartości wobec otoczenia, zdolności do współdziałania, angażowania się w działanie, problematyką psychologiczną życia współczesnego człowieka w ujęciu klinicznym, psychospołecznymi mechanizmami regulacyjnymi działania młodzieży i dorosłych, psychologicznymi wyznacznikami efektywności funkcjonowania człowieka w organizacjach, filozoficznymi koncepcjami człowieka jako podstawą teorii psychologicznych, samowiedzą, samopoznaniem a regulacją zachowań społecznych, istotą, przebiegiem i sposobomami radzenia sobie z kryzysem osobowości w okresie dorastania, prognozowaniem efektywności kierowania.
Instytut oferuje studia na kierunku psychologia oraz studia podyplomowe, a także studia doktoranckie. Aktualnie w Instytucie kształci się studentów w trybie dziennym i wieczorowym. Instytut dysponuje też samodzielną biblioteką instytutową, liczącą 20 903 woluminów książek i 135 tytuły czasopism, w tym prenumerowanych na bieżąco w formie drukowanej 34 tytułów: polskich – 30, zagranicznych – 4. Siedzibą Instytutu jest jeden z gmachów po dawnym Gimnazjum św. Elżbiety, mieszczący się przy ul. Jana Władysława Dawida 1 we Wrocławiu.

## Struktura organizacyjna

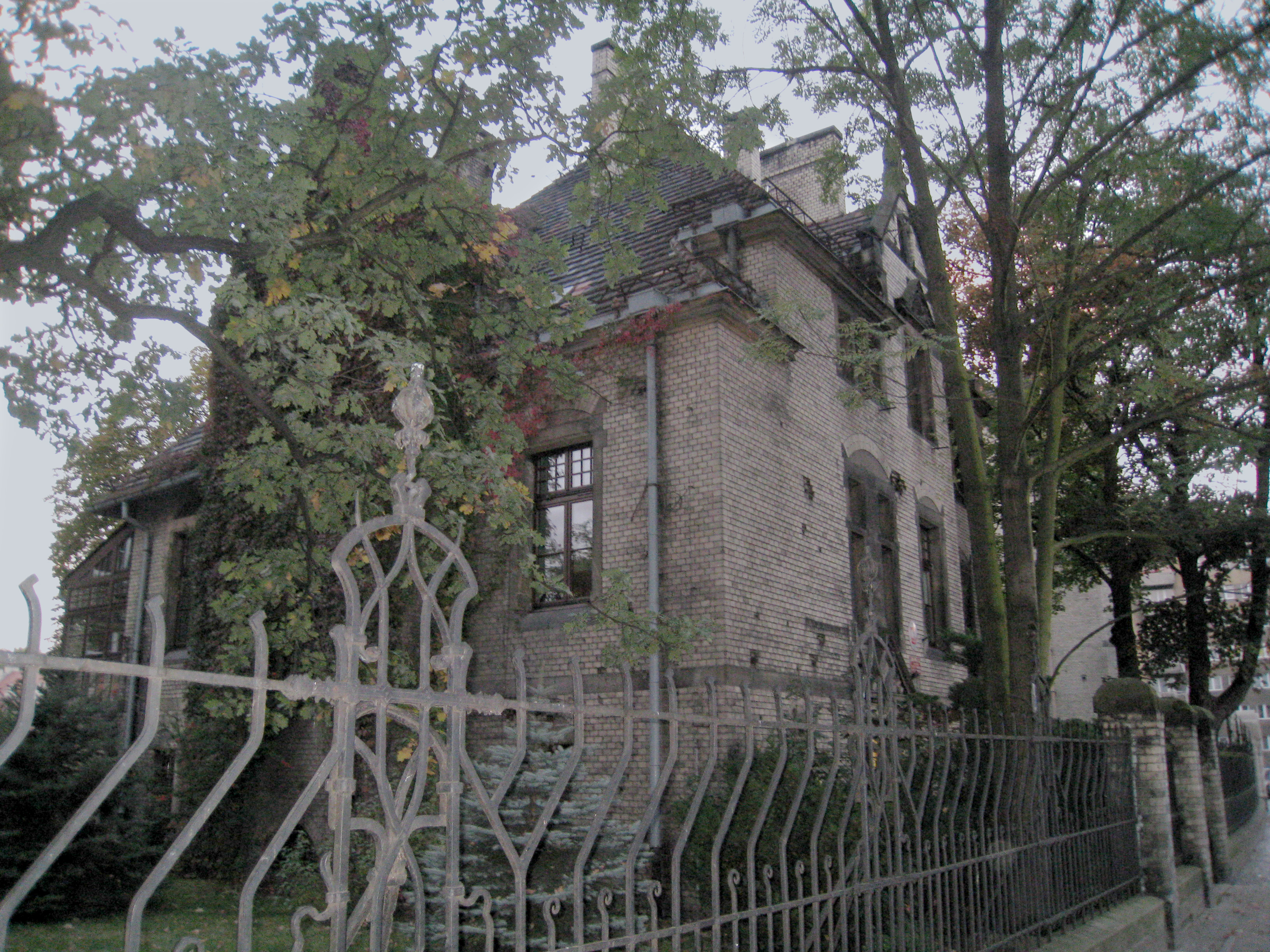
Dawna siedziba rektora Gimnazjum św. Elżbiety we Wrocławiu, przy ul. dawida 3, obecnie jeden z budynków dydaktycznych Instytutu Psychologii UWr

Instytut dzieli się na 8 zakładów, 3 pracownie naukowe i laboratorium:
- Zakład badań nad strukturą Ja
- Zakład Eksperymentalnej Psychologii Społecznej
- Zakład Psychologii Klinicznej i Zdrowia
- Zakład Psychologii Ogólnej
- Zakład Psychologii Osobowości
- Zakład Psychologii Rozwoju
- Zakład Psychologii Edukacji i Wychowania
- Zakład Psychologii Zarządzania
- Pracownia Metod Badań Psychologicznych
- Pracownia Konsultacji i Poradnictwa Psychologicznego
- Pracownia Komputerowa
- Laboratorium Piagetowskie
- Biblioteka Instytutu Psychologii

## Siedziba
Budynek mieszczący obecnie Instytuty Pedagogiki i Psychologii Uniwersytetu Wrocławskiego został zbudowany w latach 1901–1903 z przeznaczeniem na nową siedzibę Gimnazjum Św. Elżbiety, szkoły założonej przy kościele św. Elżbiety w 1293 roku. Projekt nowego gmachu wykonał znany wrocławski architekt Karl Klimm według idei nakreślonej przez Richarda Plüddemanna.

## Poczet dyrektorów

### Kierownicy Katedry Psychologii (1946–1972)
- 1946–1952: prof. dr hab. doc. Mieczysław Kreutz
- 1952–1967: doc. dr Helena Słoniewska
- 1967–1972: doc. dr hab. Marian Kulczycki

### Dyrektorzy Instytutu Psychologii (od 1972)
- 1972–1975: doc. dr hab. Marian Kulczycki, prof. UWr
- 1975–1977: prof. dr hab. Wiesław Łukaszewski
- 1977–1980: prof. dr hab. Marian Kulczycki
- 1980–1981: prof. dr hab. Maria Porębska
- 1981–1982: prof. dr hab. Wiesław Łukaszewski
- 1982–1991: prof. dr hab. Maria Porębska
- 1991–1996: doc. dr hab. Michał Dąbek
- 1996–2002: prof. dr hab. Stanisław Witkowski
- 2002–2008: dr hab. Maria Straś-Romanowska, prof. UWr[10]
- 2008–2016: dr hab. Anna Oleszkowicz, prof. UWr[11]
- od 2016: dr hab. Piotr Sorokowski, prof. UWr[12]